# Stracena
Stracena é um gênero de traça pertencente à família Arctiidae.